# Gaspard Rinaldi
Gaspard Roger Charles Rinaldi Gapo (Cannes, 26 maggio 1909 – Marsiglia, 24 novembre 1978) è stato un ciclista su strada francese.
In carriera vinse l'edizione 1935 del Giro di Svizzera e fu terzo nella prima edizione della corsa, nel 1933, vinta da Max Bulla.
Partecipò a due edizioni del Tour de France, portando a termine la rassegna nel 1933 e conseguendo in quell'anno, quali migliori risultati di tappa, due secondi posti, nella settima e nell'undicesima frazione (che prevedeva l'arrivo nella natia Cannes) preceduto rispettivamente da Learco Guerra e Maurice Archambaud.

## Palmarès
- 1930 (Indipendenti, tre vittorie)

Marsiglia-Nizza
Nizza-Annot-Nizza
Grand Prix de Cannes
- 1931 (Indipendenti, una vittoria)

Grand Prix de la Victoire - Nice
- 1933 (Oscar Egg-Wolber, una vittoria)

4ª tappa Giro di Svizzera (Ginevra > Basilea)
- 1935 (Individuale, due vittorie)

Grand Prix des Jardins
Classifica generale Giro di Svizzera
- 1936 (Helyett, una vittoria)

Circuit des Cols Pyrénéens

## Piazzamenti

### Grandi Giri
- Tour de France

1933: 15º
1934: ritirato (alla 1ª tappa)

### Classiche monumento
- Parigi-Roubaix

1934: 45º